# Bạch Hổ võ phái
Bạch Hổ Lâm (Bạch Hổ Sơn Quân) là môn phái võ cổ truyền Việt Nam tương truyền do tướng nhà Nguyễn là Nguyễn Hữu Cảnh sáng lập.